# 支秉渊

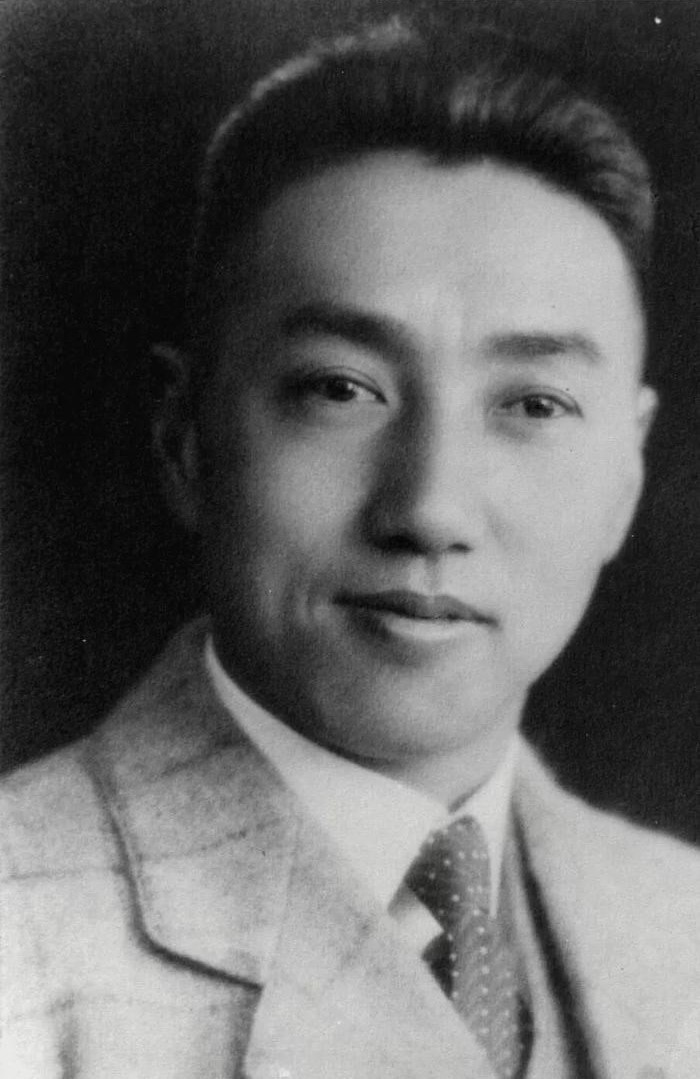
年轻时的支秉渊

支秉渊（1897年—1971年），字爱洲，男，浙江嵊县人，中国机械工程专家，曾任第一机械工业部起重运输机械研究所副所长兼总工程师，第三届全国人大代表。